# Una cosa per explicar
Una cosa per explicar  (títol original: Bounce) és una pel·lícula estatunidenca dirigida per Don Roos, estrenada als Estats Units l'any 2000. Ha estat doblada al català

## Argument
Atrapat per una tempesta de neu a l'aeroport de Chicago, Buddy Amaral retroba per casualitat Greg Janello que, com ell, espera un vol cap a Los Angeles.
Greg vol tornar a casa seva, amb la finalitat de trobar-se amb la seva esposa i els seus fills per a la nit de Nadal. Quan Buddy s'assabenta que el vol de Greg ha estat anul·lat, li ofereix la seva plaça, perquè ell compta flirtejar amb Mimi.
L'endemà, s'assabenta per la premsa que l'avió en el qual hauria hagut d'embarcar s'ha estavellat.

## Repartiment
- Ben Affleck: Buddy Amaral
- Gwyneth Paltrow: Abby Janello
- Joe Morton: Jim Weller
- Natasha Henstridge: Mimi
- Tony Goldwyn: Greg Janello
- Johnny Galecki: Seth
- David Paymer: Fiscal Mandel
- Alex D. Linz: Scott Janello
- Jennifer Grey: Janice Guerrero
- Edward Edwards: Ron Wachter
- Lisa Carpenter Prewitt: Carol Wilson
- Caroline Aaron: Dona
- Lisa Joyner: Presentadora TV
- Richard Saxton: Periodista CNN

## Rebuda
- "La veritat és que Affleck i Paltrow suspenen en química. Ni tan sols són creïbles com a parella de ficció."[3]
- "En les pel·lícules amb aquest tipus d'estructura en la història, tot depèn d'intentar retardar i ajustar el moment precís de la revelació, i "Bounce" falla. No per molt, però prou."[4]
- "És una història d'amor, sí, però amb encant a causa de les seves interpretacions honestes"[5]